# Dordrecht
Dordrecht je město v Nizozemsku, v provincii Jižní Holandsko. Žije zde přibližně 121 tisíc obyvatel. Ve městě jsou početné říční kanály.

## Památky
- Grote Kerk (Velký kostel) – hlavní městský gotický chrám; v něm je zvonohra o 84 zvonech, z nich největší o váze 9830 kg platí za největší v Nizozemí.
- Historické domy obchodníků, v jednom sídlí Muzea Simona van Gijn, sbírky umění a rarit
- Het Hof – bývalý augustiniánský klášter, později dvůr guvernéra, nyní kulturní středisko
- Dordrechtské muzeum umění – významné malby 17. až 19. století
- Historické hrázděné domy (Wijnstraat – ulice s vinotékami)

## Osobnosti města
- Aelbert Cuyp (1620–1691), malíř-krajinář
- Nicolaas Bloembergen (1920–2017), americký fyzik a laureát Nobelovy ceny nizozemského původu
- Eelco Sintnicolaas (* 1987), atlet – vícebojař

## Parnterská města
- Bamenda, Kamerun
- Dordrecht, Jihoafrická republika
- Hastings, Velká Británie
- Recklinghausen, Německo
- Varna, Bulharsko

## Galerie

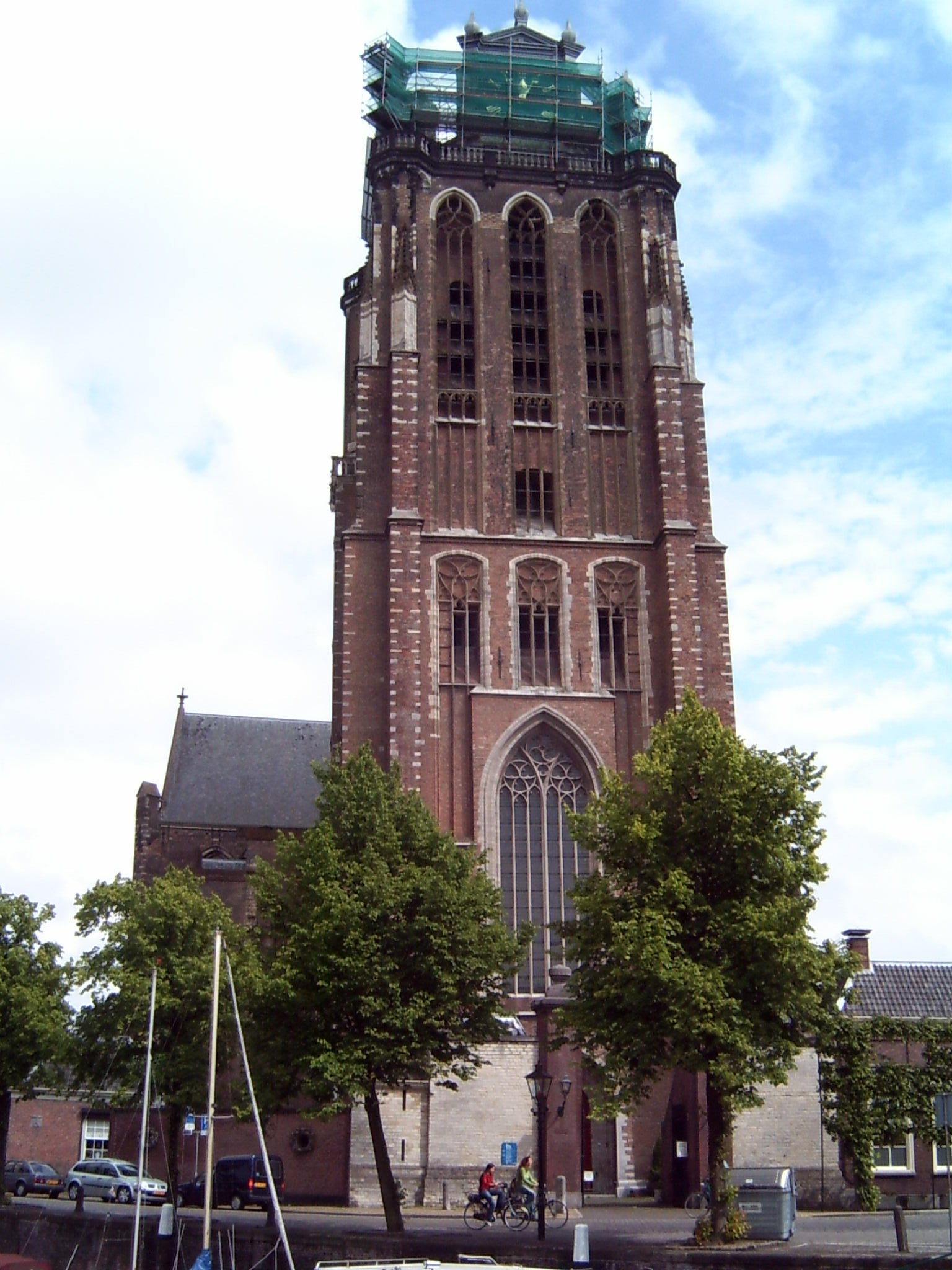
Grote Kerk
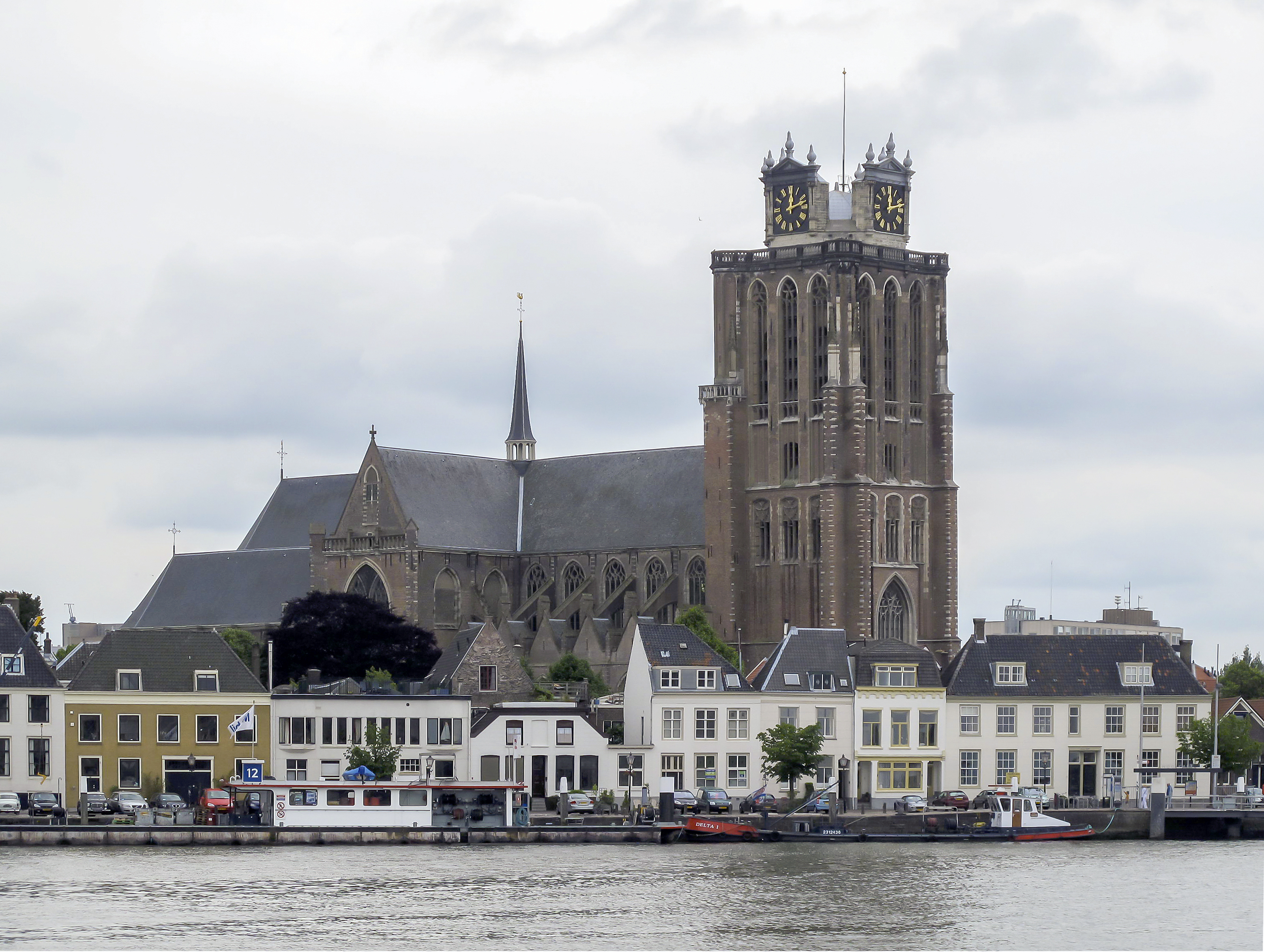
Grote Kerk
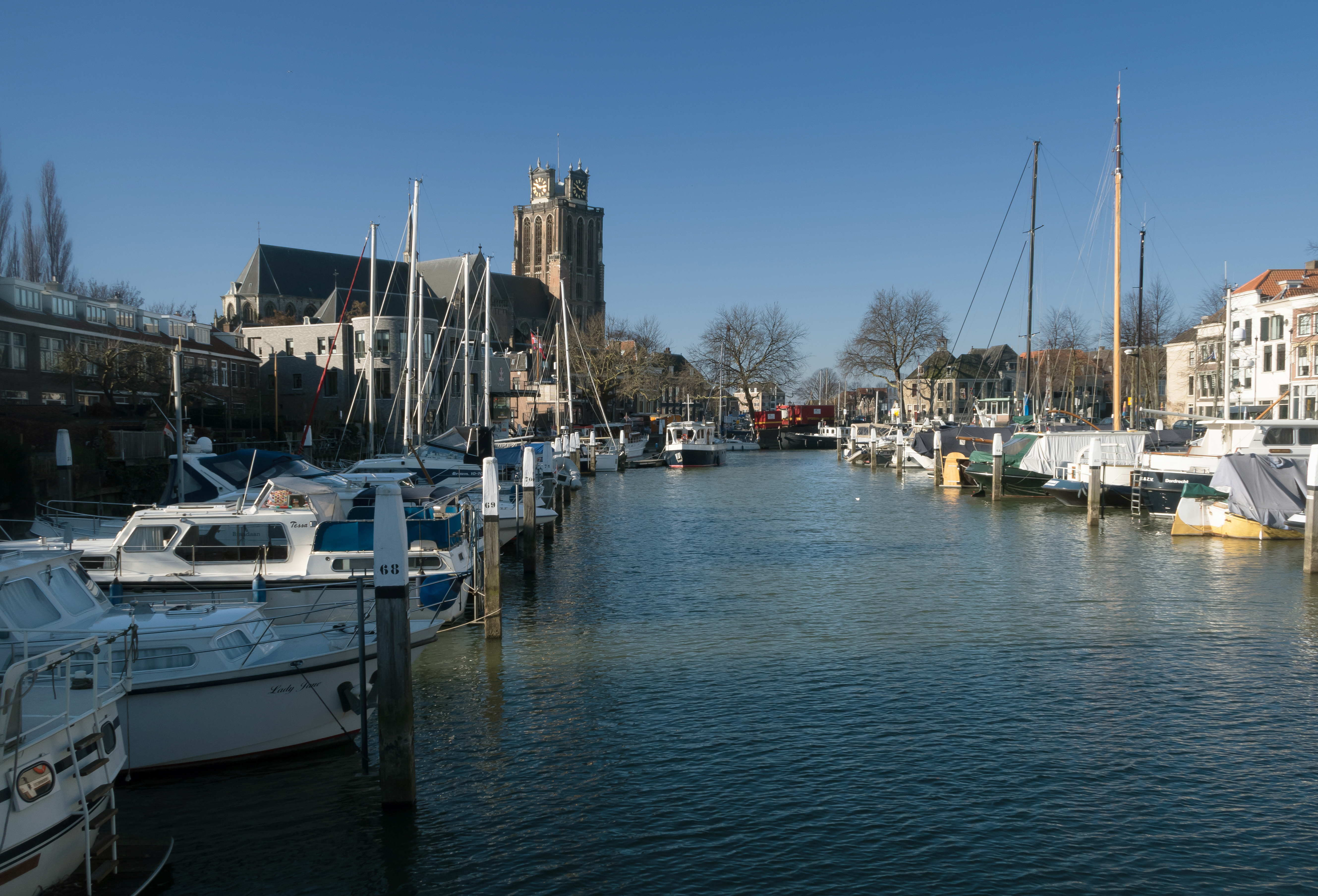
Panorama
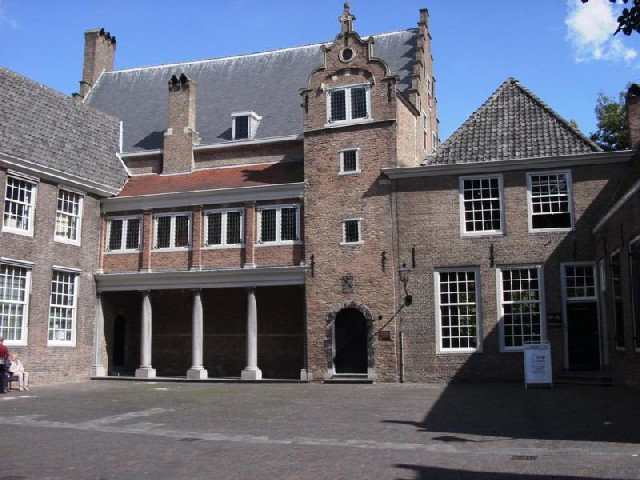
Het Hof
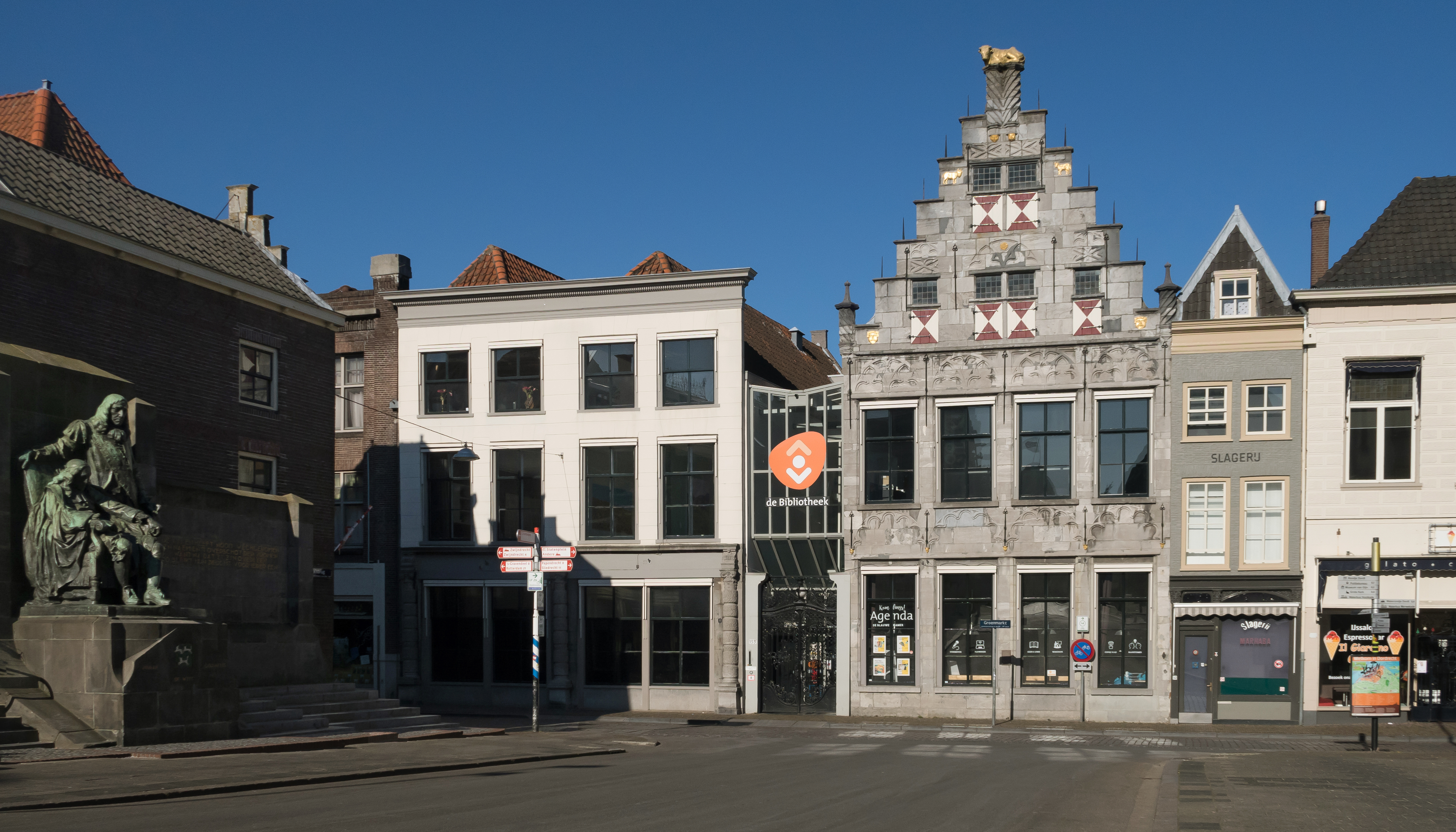
Zelený trh
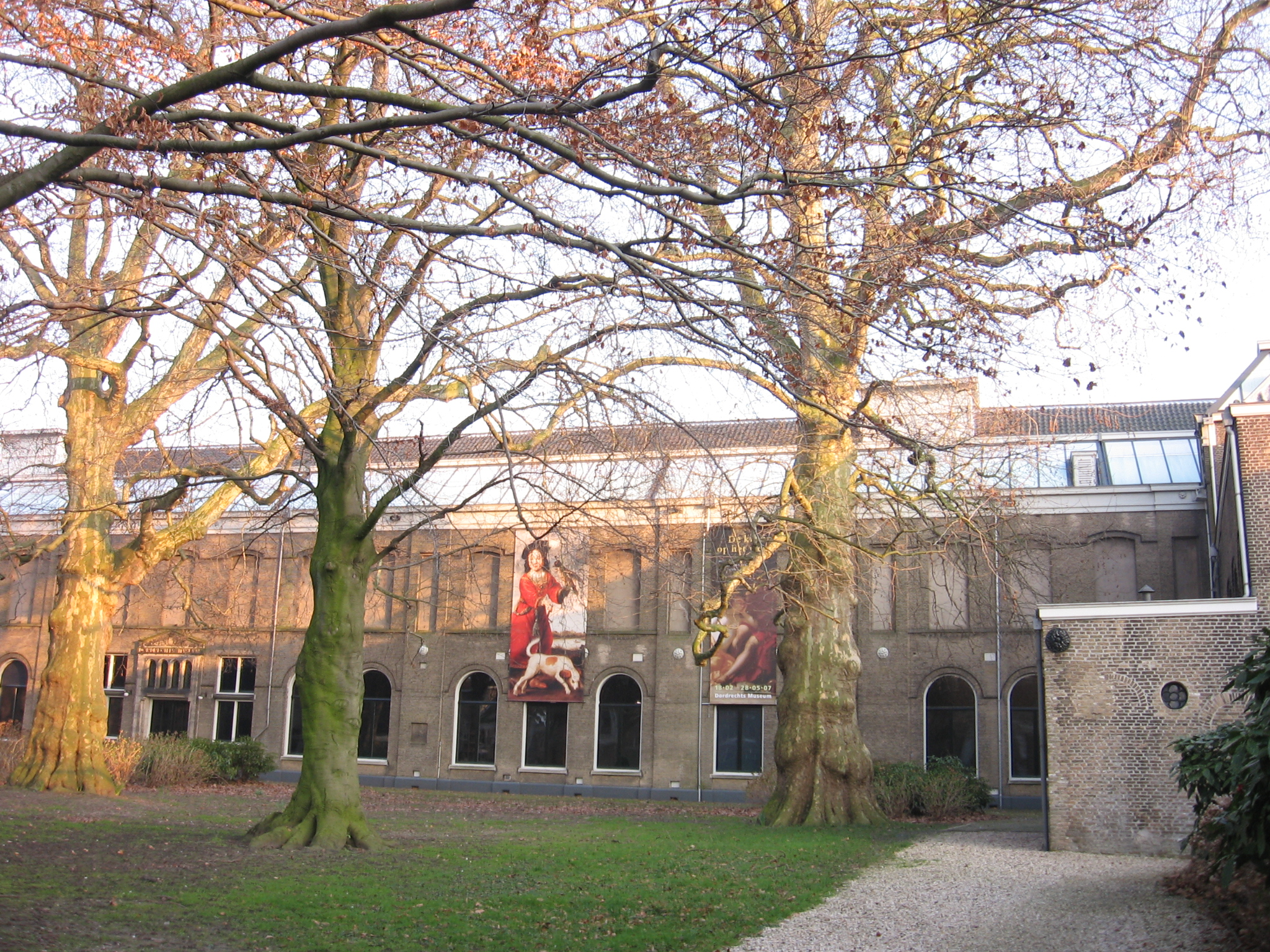
Dordrechtské muzeum
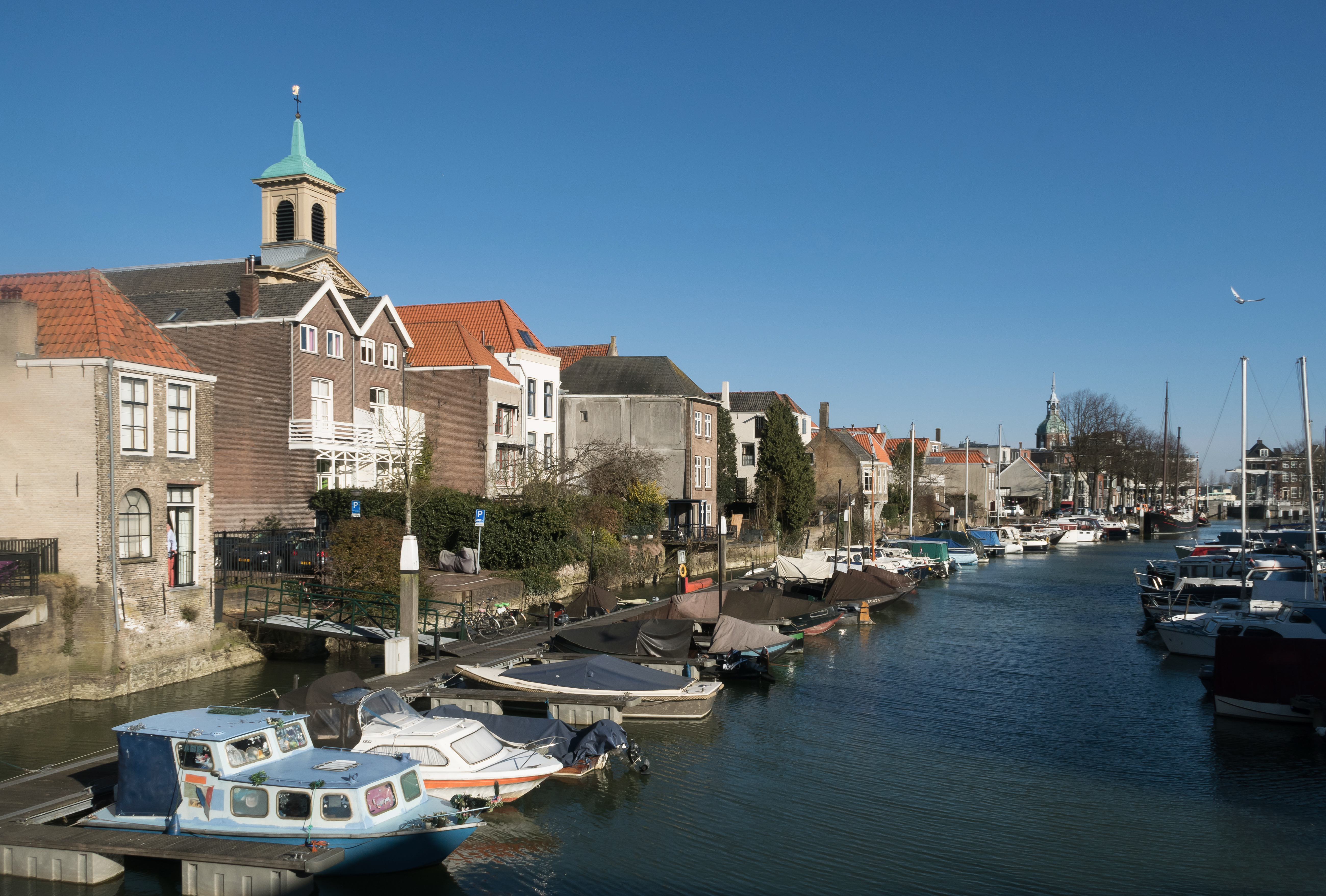
Přístav
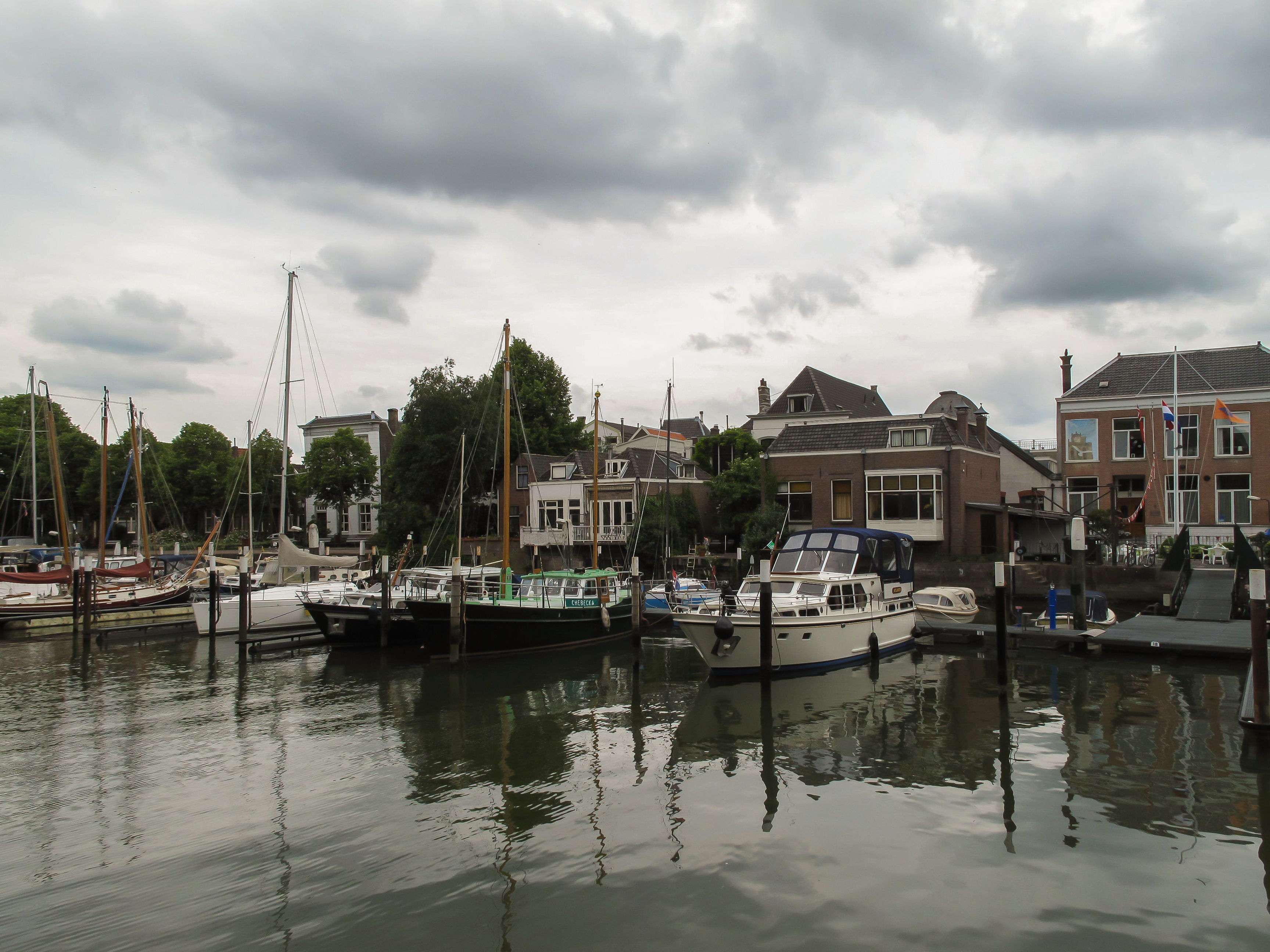
Přístav
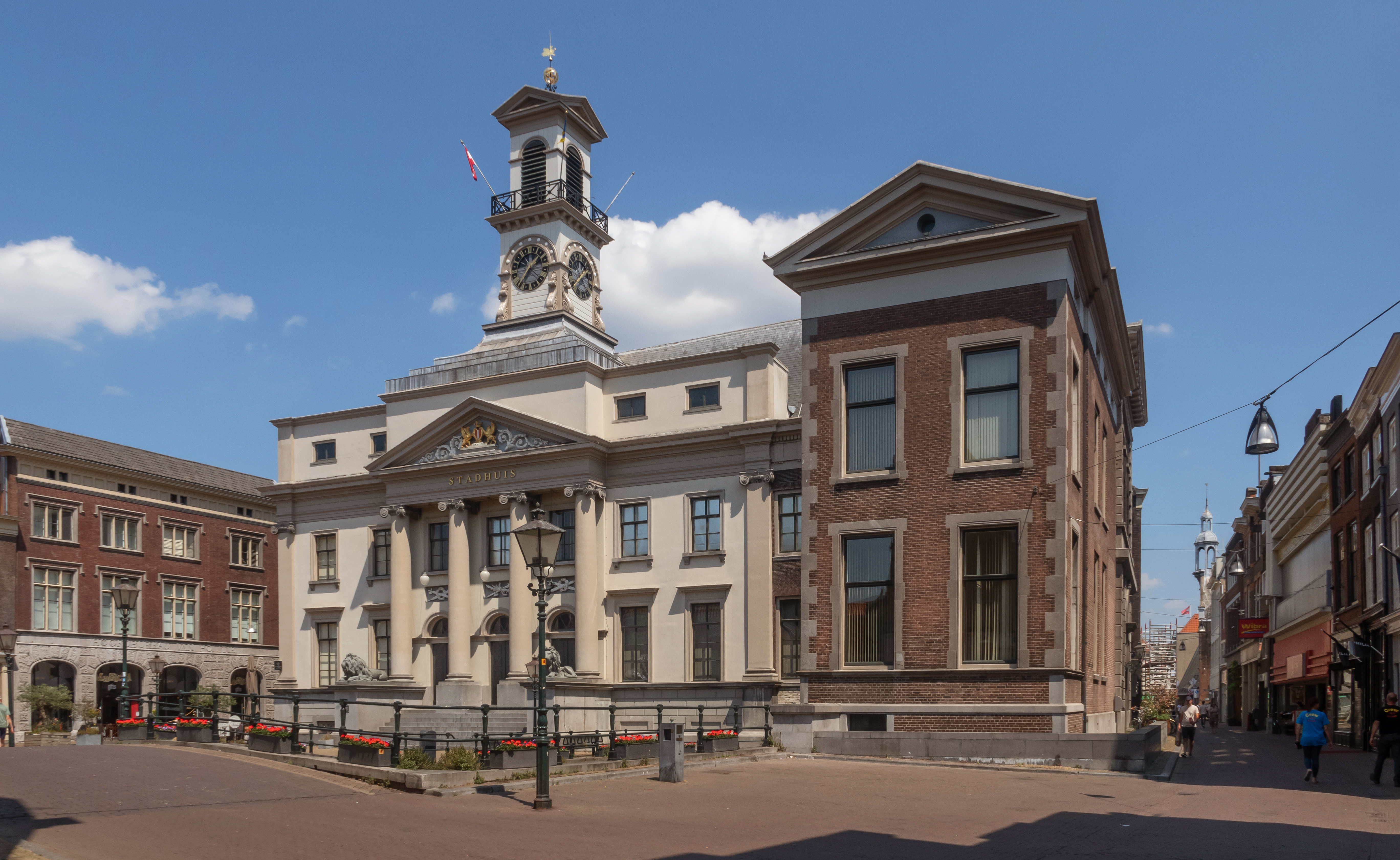
Radnice